# Mlada Gvardia, Varna
Mlada Gvardia (în bulgară Млада Гвардия) este un sat în comuna Vetrino, regiunea Varna,  Bulgaria. 

## Demografie
Componența etnică a satului Mlada Gvardia
     Bulgari (97,07%)
     Nicio identificare (1,75%)
     Altele (1,16%)
La recensământul din 2011, populația satului Mlada Gvardia era de 342 locuitori. Din punct de vedere etnic, majoritatea locuitorilor (97,07%) erau bulgari. Pentru 1,75% din locuitori nu este cunoscută apartenența etnică.